# Джірсар-е-Багамбар
Джірсар-е-Багамбар (перс. جيرسربهمبر) — село в Ірані, у дегестані Зіябар, у Центральному бахші, шагрестані Совмее-Сара остану Ґілян. За даними перепису 2006 року, його населення становило 41 особу, що проживали у складі 13 сімей.

## Клімат
Середня річна температура становить 14,23 °C, середня максимальна – 28,07 °C, а середня мінімальна – -0,36 °C. Середня річна кількість опадів – 874 мм.
| Клімат поселення                              | Клімат поселення | Клімат поселення | Клімат поселення | Клімат поселення | Клімат поселення | Клімат поселення | Клімат поселення | Клімат поселення | Клімат поселення | Клімат поселення | Клімат поселення | Клімат поселення | Клімат поселення |
| Показник                                      | Січ.             | Лют.             | Бер.             | Квіт.            | Трав.            | Черв.            | Лип.             | Серп.            | Вер.             | Жовт.            | Лист.            | Груд.            |                  |
| Середній максимум, °C                         | 9,72             | 10,16            | 12,20            | 17,81            | 22,24            | 25,48            | 28,07            | 27,82            | 23,37            | 20,92            | 16,50            | 12,05            |                  |
| Середня температура, °C                       | 4,67             | 5,12             | 7,17             | 12,79            | 17,21            | 20,44            | 23,86            | 23,60            | 19,16            | 16,70            | 12,29            | 7,82             |                  |
| Середній мінімум, °C                          | −0,36            | 0,08             | 2,13             | 7,74             | 12,17            | 15,40            | 19,64            | 19,38            | 14,94            | 12,49            | 8,05             | 3,62             |                  |
| Норма опадів, мм                              | 90               | 71               | 71               | 52               | 39               | 25               | 15               | 41               | 90               | 137              | 117              | 126              |                  |
| Середньомісячна швидкість вітру, м/с          | 2.28             | 2.40             | 2.40             | 2.30             | 2.31             | 2.62             | 2.60             | 2.40             | 2.20             | 2.09             | 2.01             | 2.05             |                  |
| Середньомісячна сонячна радіація, кДж/м²·день | 6820             | 9032             | 11132            | 15817            | 20189            | 22904            | 23729            | 19996            | 16368            | 11074            | 8491             | 6494             |                  |
| --------------------------------------------- | ---------------- | ---------------- | ---------------- | ---------------- | ---------------- | ---------------- | ---------------- | ---------------- | ---------------- | ---------------- | ---------------- | ---------------- | ---------------- |
| Джерело:                                      |                  |                  |                  |                  |                  |                  |                  |                  |                  |                  |                  |                  |                  |